# McClusky
McClusky és una població dels Estats Units a l'estat de Dakota del Nord. Segons el cens del 2000 tenia 415 habitants.

## Demografia
Segons el cens del 2000, McClusky tenia 415 habitants, 205 habitatges, i 110 famílies. La densitat de població era de 410,9 hab./km².
Dels 205 habitatges en un 18% hi vivien nens de menys de 18 anys, en un 47,8% hi vivien parelles casades, en un 5,4% dones solteres, i en un 45,9% no eren unitats familiars. En el 43,4% dels habitatges hi vivien persones soles el 27,3% de les quals corresponia a persones de 65 anys o més que vivien soles. El nombre mitjà de persones vivint en cada habitatge era d'1,93 i el nombre mitjà de persones que vivien en cada família era de 2,64.
Per edats la població es repartia de la següent manera: un 16,9% tenia menys de 18 anys, un 4,1% entre 18 i 24, un 17,8% entre 25 i 44, un 24,6% de 45 a 60 i un 36,6% 65 anys o més.
L'edat mediana era de 56 anys. Per cada 100 dones de 18 o més anys hi havia 82,5 homes.
La renda mediana per habitatge era de 21.731 $ i la renda mediana per família de 32.344 $. Els homes tenien una renda mediana de 26.094 $ mentre que les dones 15.625 $. La renda per capita de la població era de 14.874 $. Entorn del 12,4% de les famílies i el 21,5% de la població estaven per davall del llindar de pobresa.

## Poblacions més properes
El següent diagrama mostra les poblacions més properes.